# Wejherowo (gmina wiejska)
Wejherowo – gmina wiejska w województwie pomorskim, w powiecie wejherowskim. Gmina w całości znajduje się w aglomeracji trójmiejskiej. W latach 1975–1998 gmina położona była w województwie gdańskim.
W skład gminy wchodzi 16 sołectw: Bieszkowice, Bolszewo, Gniewowo, Gościcino, Gowino, Góra, Kąpino, Kniewo, Łężyce, Nowy Dwór Wejherowski, Orle, Reszki, Sopieszyno, Ustarbowo, Warszkowo, Zbychowo. Siedziba gminy to Wejherowo, które jednak nie należy do gminy.
Według danych z 30 czerwca 2024 gminę zamieszkiwało 31 345 osób.

## Struktura powierzchni
Według danych z roku 2006 gmina Wejherowo ma obszar 194,08 km², w tym:
- użytki rolne: 32%
- użytki leśne: 58%

Gmina stanowi 15,13% powierzchni powiatu.

## Demografia

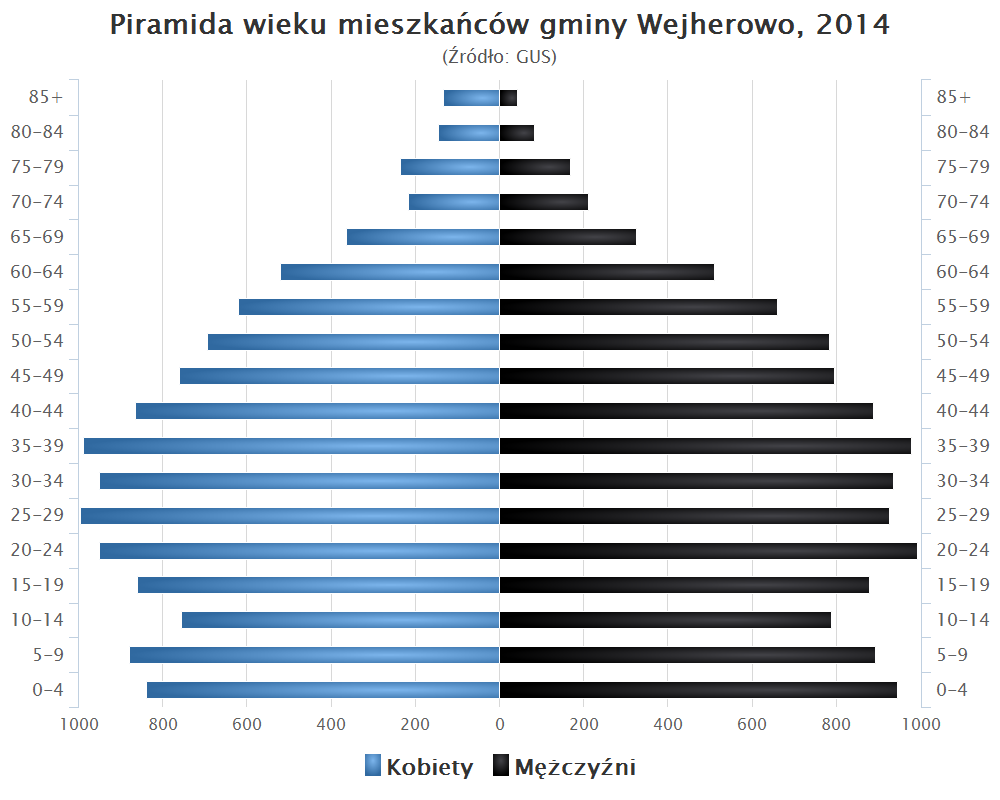
Piramida wieku mieszkańców gminy Wejherowo w 2014 roku

Dane z 30 czerwca 2008:
| Opis                              | Ogółem | Ogółem | Kobiety | Kobiety | Mężczyźni | Mężczyźni |
| --------------------------------- | ------ | ------ | ------- | ------- | --------- | --------- |
| jednostka                         | osób   | %      | osób    | %       | osób      | %         |
| populacja                         | 20 006 | 100    | 9925    | 49,6    | 10081     | 50,4      |
| gęstość zaludnienia (mieszk./km²) | 103,1  | 103,1  | 51,1    | 51,1    | 51,9      | 51,9      |

## Sołectwa
Ludność zameldowana na pobyt stały w sołectwach gminy - stan na 31 grudnia 2002, 2005 oraz 2012, 31 grudnia 2014 roku, 31 grudnia 2017, 2018, 2020 oraz 31 grudnia 2022.
| L.p. | Sołectwo              | Ludność | Ludność | Ludność | Ludność | Ludność | Ludność | Ludność | Ludność | Ludność |
| L.p. | Sołectwo              | 2002    | 2005    | 2012    | 2014    | 2017    | 2018    | 2020    | 2022    | 2023    |
| ---- | --------------------- | ------- | ------- | ------- | ------- | ------- | ------- | ------- | ------- | ------- |
| 1    | Bolszewo              | 5 034   | 5 889   | 6 852   | 7 539   | 8 079   | 8 190   | 8 544   | 8 808   | 8 889   |
| 2    | Gościcino             | 4 399   | 4 931   | 5 753   | 5 893   | 6 029   | 6 021   | 6 134   | 6 282   | 6 324   |
| 3    | Gowino i Pętkowice    | 1 043   | 1 342   | 1 680   | 1 819   | 2 090   | 2 212   | 2 584   | 2 935   | 3 161   |
| 4    | Orle                  | 1 074   | 1 272   | 1 643   | 1 713   | 1 829   | 1 864   | 1 968   | 2 095   | 2 108   |
| 5    | Kąpino                | 317     | 514     | 876     | 965     | 1 085   | 1 131   | 1 215   | 1 256   | 1 280   |
| 6    | Góra                  | 469     | 588     | 807     | 855     | 887     | 914     | 949     | 944     | 957     |
| 7    | Zbychowo              | 400     | 446     | 647     | 677     | 725     | 746     | 779     | 832     | 870     |
| 8    | Nowy Dwór Wejherowski | 371     | 418     | 514     | 547     | 584     | 582     | 604     | 628     | 626     |
| 9    | Kniewo i Zamostne     | 435     | 449     | 513     | 521     | 560     | 563     | 569     | 591     | 627     |
| 10   | Łężyce                | 356     | 406     | 502     | 529     | 531     | 539     | 552     | 547     | 556     |
| 11   | Bieszkowice           | 209     | 279     | 390     | 415     | 437     | 460     | 476     | 488     | 498     |
| 12   | Gniewowo              | 354     | 363     | 435     | 415     | 429     | 443     | 460     | 482     | 488     |
| 13   | Sopieszyno            | 318     | 360     | 428     | 422     | 437     | 438     | 446     | 456     | 485     |
| 14   | Ustarbowo             | 213     | 213     | 255     | 261     | 261     | 262     | 266     | 271     | 273     |
| 15   | Warszkowo             | 209     | 219     | 228     | 232     | 235     | 239     | 251     | 259     | 273     |
| 16   | Reszki                | 124     | 114     | 111     | 117     | 126     | 124     | 127     | 126     | 127     |

## Historia
Gmina Wejherowo powstała w 1934 roku z połączenia wójtostw w Bolszewie, Gniewowie, Łężycach, Wejherowie-Zamku oraz kilku samodzielnych obszarów dworskich. Należała wtedy do powiatu morskiego w województwie pomorskim. We wrześniu 1939 roku, podczas okupacji tereny gminy zostały bezpośrednio włączone do III Rzeszy, do okręgu Gdańsk-Prusy Zachodnie. Rozpoczęła się eksterminacja ludności polskiej i kaszubskiej, którą przeprowadzano głównie w Piaśnicy. Po wojnie gmina wróciła do powiatu morskiego, przemianowanego w 1951 na wejherowski. Zlikwidowana w 1954 i zastąpiona przez gromady, przywrócona w 1975 w wyniku wprowadzenia nowego podziału administracyjnego. Znalazła się wówczas w województwie gdańskim. W 1999 roku w związku ze zmianą podziału administracyjnego i przywróceniem powiatów, wróciła do powiatu wejherowskiego i jest jego największą gminą wiejską.

## Ochrona przyrody
- Rezerwat przyrody Gałęźna Góra
- Rezerwat przyrody Lewice
- Trójmiejski Park Krajobrazowy

## Sąsiednie gminy
Gdynia, Gniewino, Krokowa, Luzino, Puck, Reda, Rumia, Szemud, Wejherowo